# Habronattus gigas
Habronattus gigas är en spindelart som beskrevs av Griswold 1987. Habronattus gigas ingår i släktet Habronattus och familjen hoppspindlar. Inga underarter finns listade i Catalogue of Life.